# Eliminar (informática)
En informática, eliminar es una acción efectuada por un usuario, programa o por el sistema operativo sobre uno o más archivos que contienen o no información. Algunas de las razones 
para eliminar un archivo son:
- Liberar espacio de almacenamiento.
- Eliminar datos duplicados o innecesarios para evitar confusión.
- Eliminar archivos sensibles para no hacerlos accesibles a terceros.

Todos los sistemas operativos tienen un comando para eliminar archivos, como files rm en Unix, era en CP/M y DR-DOS, del/erase en MS-DOS/PC DOS, DR-DOS, Microsoft Windows etc., los administradores de archivos, también tienen formas de eliminar archivos. Los archivos se pueden borrar uno a uno, o un directorio completo.

## Recuperación
Cuándo un dato es eliminado definitivamente, usando un programa de eliminación definitiva,       si no se posee backup, este es imposible de recuperar, por este motivo es importante poseer copias de seguridad de datos importantes y aplicar políticas de protección contra escritura en el caso de que otro usuario tenga acceso a esa información pero que no la pueda modificar ni borrar, en los sistemas modernos, se aplicó una herramienta indispensable para la recuperación de la información llamada "Papelera de reciclaje".

## Papelera de reciclaje
Es una herramienta que marca el intermedio entre la existencia de un dato y su eliminación definitiva, esta herramienta posee la estructura de datos de los archivos dentro de ella y su ubicación original, para que el usuario pueda recuperar y ubicar el archivo eficientemente.

## Dificultades de eliminación
Existe una serie de condiciones que nos impide la eliminación de un archivo o directorio:
- Protección contra escritura: Por el hecho de poseer privilegios bajos o que el hardware este bloqueado
- Archivo en uso: Si un archivo está ejecutándose, este no podrá ser eliminado, deberemos finalizar el proceso y luego eliminar el archivo o utilizar algún software que permita desbloquearlo.

- Datos: Q5829451